# Nitocrella stochi
Nitocrella stochi é uma espécie de crustáceo da família Ameiridae.
É endémica de Itália.